# ANZUS
オーストラリア・ニュージーランド・アメリカ合衆国安全保障条約（英: Australia, New Zealand, United States Security Treaty）、ANZUS（）またはANZUS条約（ANZUS Treaty）は、1951年にオーストラリアとニュージーランド、そして別々にオーストラリアとアメリカの間で結ばれた集団的自衛権に関する軍事同盟で、太平洋地域における軍事的問題について協力することを目的としているが、今日ではこの条約は世界中の紛争に関連していると考えられている。この条約では、三者のいずれかが武力攻撃を受ければ、他の二者にも危険が及ぶこと、そして三者が共通の脅威に対処するために行動すべきことを規定している。また、この条約では、協議のための外相委員会が設置されている。
この条約は、冷戦時代の共産主義の脅威に対する集団的対応の一環として、アメリカが1949年から1955年にかけて形成した一連の条約の一つである。ニュージーランドは1986年に領海内に非核地帯を設けたため、ANZUSから脱退したが、2012年末にアメリカの軍艦の訪問禁止を解除したことで緊張関係が緩和された。アメリカは軍艦の核兵器搭載の有無を曖昧にしており、多数の原子力空母や潜水艦を保有していることから、ニュージーランドは外交政策の一環として非核地帯を維持しており、ANZUSから一部離脱しているが、ニュージーランドは2007年にANZUS条約の主要分野を再開した 。

## 条約締結までの外交
1949年3月、NATOを発足させる北大西洋条約が結ばれると、アジア・オセアニア諸国の一部にはNATOに対応する軍事同盟を太平洋側にも作ろうとする考えが生まれた。その一つは中国からの圧力に晒されている台湾や北朝鮮と戦火を交えた韓国など共産主義勢力の脅威と直接対峙する国々を加盟させる構想であったが、アメリカによって拒否された。もう一つはアメリカと英連邦諸国を同盟させる構想で、オーストラリアが推進した。同国でこの構想を唱えた外相のパーシー・スペンダーは、第二次世界大戦で日本軍がイギリス軍を東南アジアから駆逐してオーストラリアを攻撃した経験から、イギリスの代わりにアメリカを頼る必要があると考えていた。
オーストラリアの提案に、カナダ、イギリス、インドといった英連邦諸国はこぞって反対した。イギリスはマラヤ連邦や香港などの植民地を抱えていたが、アメリカは植民地支配に嫌悪感を持っており、アメリカが加わる軍事同盟の適用範囲がイギリス植民地に及ぶ可能性はなかった。提案された同盟は、イギリスに利がないだけでなく、オーストラリアやニュージーランドの軍事力を英連邦から引き抜くものだと考えられた。また、もし東南アジア・東アジアの反共諸国を広く含めた同盟にすると、その分だけ戦争に巻き込まれる可能性が高まるし、狭くすると適用除外された国・地域の不安が高まり、除外地域で共産主義者を勢い付かせるという懸念が指摘された。当初、アメリカは、範囲画定の副作用を嫌って提案に消極的だったが、1950年に勃発した朝鮮戦争でオーストラリアが素早く陸海軍を派遣すると、オーストラリアとの同盟に価値を見いだすようになった。そこでオーストラリアは、加盟国を3ヶ国に限ることにし、適用範囲もその周辺に限定することで、範囲問題を回避できるとした。ヨーロッパ移民でできた国に範囲を限るなら、アジア諸国が自国だけ排除されたと感じることはないだろうし、戦争に巻き込まれる可能性も減じると考えられた。
この時期の米英両国は、日本との講和条約を控えて対日参戦国の同意を取り付けようとしていた。オーストラリア・ニュージーランド両国には何らかの譲歩が必要だと考えており、それが交渉の期限を区切る力として作用した。1951年2月のアメリカ・オーストラリア・ニュージーランド3ヶ国の外相会談（アメリカのジョン・フォスター・ダレス、オーストラリアのパーシー・スペンダー、ニュージーランドのフレデリック・ドッジ）で、オーストラリアの考えにもとづく条約案が起草された。アメリカの意向で条約の軍事的性格を弱める修正をほどこした条約案は、同年7月、対日講和条約案公表の直前のタイミングで公表された。署名は9月1日、サンフランシスコ講和会議開始の3日前であった

## 加盟国首脳（2025年現在）

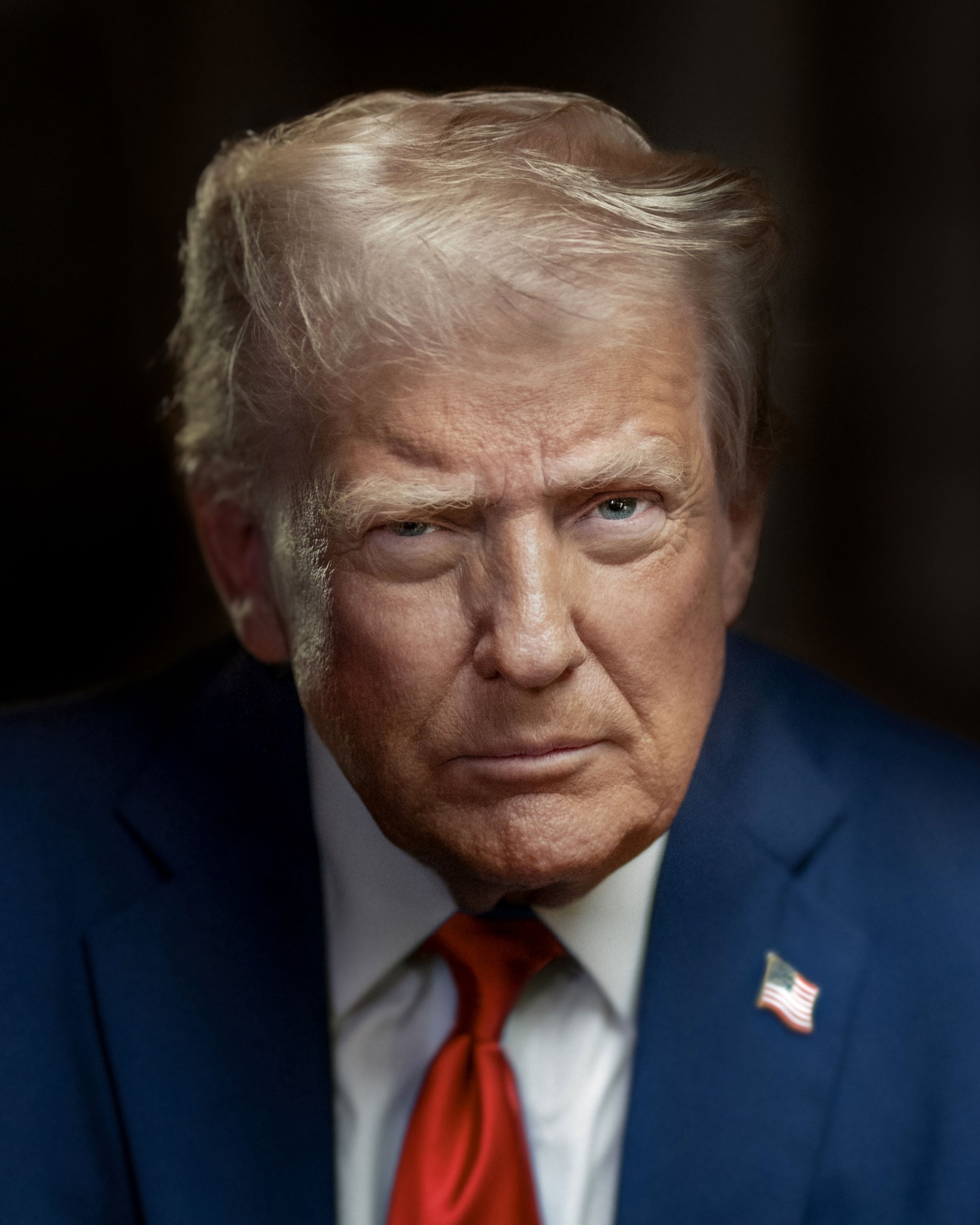
アメリカ ドナルド・トランプ（大統領）
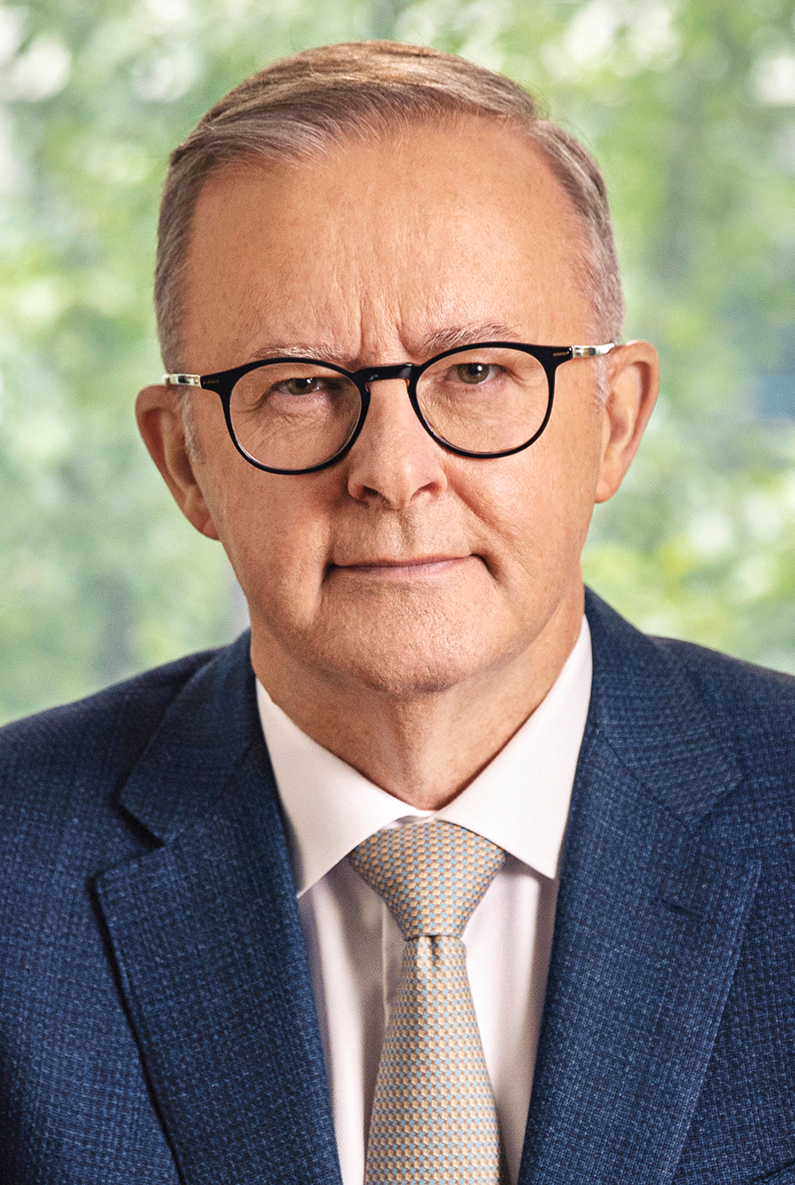
オーストラリア アンソニー・アルバニージー（首相）
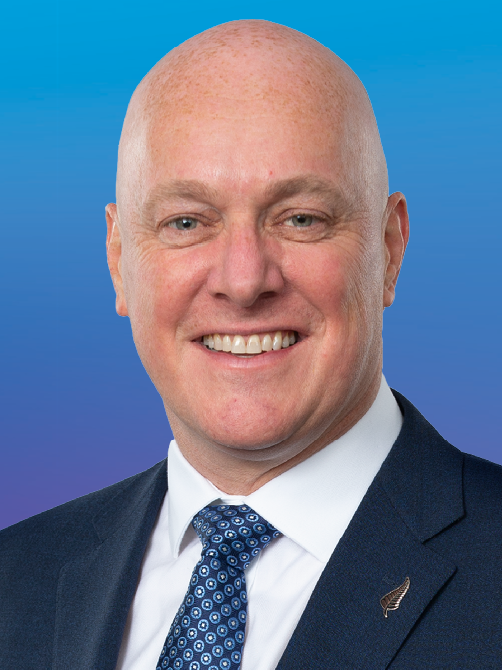
ニュージーランド クリストファー・ラクソン（首相）